# Balbeg
Balbeg (Schots-Gaelisch: Am Baile Beag) is een dorp ongeveer 1 kilometer van Balnain in de Schotse lieutenancy Inverness in het raadsgebied Highland.